# 青木竜太
青木 竜太（あおき りゅうた、1979年7月7日 - ）は、東京を拠点に活動するメディアアーティスト、芸術監督、起業家。ありうる社会の探求をテーマに、芸術と科学技術の中間領域で、研究プロジェクトや展覧会などの企画・設計・指揮、および作品制作をおこなう。テーマ毎に組織を立ち上げ、運営している。
ヴォロシティ株式会社 代表取締役社長、一般社団法人METACITY推進協議会 代表理事、一般社団法人ALIFE Lab. 代表理事、株式会社オルタナティヴ・マシン 共同創業者、株式会社 無茶苦茶 共同創業者。ArtHackDay.jp 設立者兼ディレクター、アート集団「The TEA-ROOM」共同設立者兼ディレクター。
2021年にWIRED Creative Hack Award 2021でパブリック賞を受賞 し、2022年に第25回 文化庁メディア芸術祭アート部門ソーシャル・インパクト賞（文部科学大臣賞）を受賞。

## 概要
1979年生まれ、東京都目黒区出身。高祖父は政治家の青木匡。従兄弟は慶應義塾教授で物理学者の青木健一郎。従姉妹は元NHKロンドン支局長の青木紀美子。2000年にテック系スタートアップを起業し、その後10年間ほど組込OSや高性能計算分野でエンジニアとして活動。2011年に日本初の子ども版TEDx「TEDxKids@Tokyo」や、2014年に日本初のアートハッカソン「Art Hack Day」、2016年には茶の湯のアート集団「The TEA-ROOM」や人工生命研究者コミュニティ「ALIFE Lab」を設立。2018年からはありうる都市のカタチを探求するリサーチチーム「METACITY」を主宰している。
2020年に文化庁「メディア芸術×文化資源 分散型ミュージアム」で、2021年には千葉市初の芸術祭の一環として開催された「生態系へのジャックイン」展で、キュレーター兼芸術監督を務めた。主な作品展示として、2020年に「北九州未来創造芸術祭 ART for SDGs」と2021年に21_21 DESIGN SIGHTでの「2121年 Futures In-Sight」展、そして2022年に「第25回文化庁メディア芸術祭受賞作品展」がある。2022年10月から、2022年度に終了した文化庁メディア芸術祭の後継となる、メディアアートおよびポップカルチャーを中心とした日本の「新しい価値」を発信する国際展（2026年度開催予定）およびそのエコシステムの基本コンセプト設計を担当。
2012年に「Best of Stage Design」および「The Best Practice of TEDx」に日本初選出され、2015年には「Great TEDx Stage Design」にも選出。2021年の「WIRED Creative Hack Award」ではパブリック賞を受賞、2022年には第25回文化庁メディア芸術祭アート部門ソーシャル・インパクト賞（文部科学大臣賞）を日本人（グループ）として初受賞。共著に『作って動かすALife ―実装を通した人工生命モデル理論入門』（オライリージャパン）がある。

## 主な受賞・入選歴
- 第25回文化庁メディア芸術祭アート部門ソーシャル・インパクト賞（文部科学大臣賞）、Bio Sculpture、2022年[2]
- WIRED Creative Hack Award 2021 パブリック賞 / ファイナリスト、Bio Sculpture、2021年[1]
- WIRED Creative Hack Award 2021 ファイナリスト、人工の月、2021年
- Great TEDx Stage Design、TEDxKids@Chiyoda、2015年
- The Best Practice of TEDx、TEDxKids@Chiyoda、2012年
- Best of Stage Design of TEDx、TEDxKids@Chiyoda、2012年

## 作品
- Bio Sculpture (Scene of a Future Boutique)（SFC田中浩也研究室 + METACITY、インスタレーション、2022年）
- New Rousseau Machine (Kyoto Mounting Edition)（METACITY、インスタレーション、2021年）
- Bio Sculpture (Scene of a Future Portable Lab)（SFC田中浩也研究室 + METACITY、インスタレーション、2021年）
- New Rousseau Machine（METACITY、インスタレーション、2021年）
- Hello, Error! #1（The TEA-ROOM、インスタレーション、2021年）
- SOTOROJI #1（The TEA-ROOM、インスタレーション、2021年）
- UCHIROJI #0（The TEA-ROOM、インスタレーション、2021年）
- ANH-01（ALTERNATIVE MACHINE、インスタレーション、2021年）
- Bio Sculpture（SFC田中浩也研究室 + METACITY、インスタレーション、2021年）
- Artificial Moons（The TEA-ROOM + METACITY、インスタレーション、2020年）
- VOID SYSTEM（The TEA-ROOM、インスタレーション、2020年）
- SOTOROJI #0（The TEA-ROOM、インスタレーション、2020年）
- ANH-00（ALTERNATIVE MACHINE、インスタレーション、2019年）
- 船上茶会@T-LOTUS M（The TEA-ROOM、茶会/パフォーマンス、2018年）
- 光茶会@サンリオピューロランド（The TEA-ROOM、茶会/パフォーマンス、2017年）
- 音茶会@TAICOCLUB（The TEA-ROOM、茶会/パフォーマンス・茶室、2016年）

## 作品展示
- 第25回文化庁メディア芸術祭受賞作品展（日本科学未来館、2022年9月16日〜26日）[2]
- 「2121年 Futures In-Sight」展（21_21 DESIGN SIGHT、2021年12月21日〜2022年5月22日）[8]
- Ars Electronica 2021 Garden Tokyo（オンライン、2021年9月8日〜12日）[10]
- 生態系へのジャックイン展（日本庭園「見浜園」、2021年7月24日〜8月8日）[6]
- 北九州未来創造芸術祭 ART for SDGs（北九州イノベーションギャラリー、2021年4月29日〜5月9日）[7]
- Next World ExhiVision（全国8都市71箇所にある野外大型デジタルサイネージ、2020年9月19日〜27日）[11]
- 文化庁メディア芸術 x 文化財 分散型ミュージアム（中部国際空港、2020年3月9日〜2021年2月9日）[3][4][5]

## 展覧会の企画・運営
- 生態系へのジャックイン展（日本庭園「見浜園」、2021年7月〜8月）
- 多層都市「幕張市」設立記念展（千葉市、2020年12月〜2021年1月）
- 文化庁メディア芸術 x 文化財 分散型ミュージアム 中部国際空港（2020年3月）
- 文化庁メディア芸術 x 文化財 分散型ミュージアム 那覇（2020年2月）
- 文化庁メディア芸術 x 文化財 分散型ミュージアム 福岡空港（2020年2月）
- ALIFE Art Award Exhibition 2018「Being There」（日本科学未来館、2018年7月）
- Art Hack Day Exhibition 2018「現れる存在」（日本科学未来館、2018年3月）
- 3331α Art Hack Day Exhibition 2016「生命体としてのテクノロジー」（茅場町の廃ビル、2016年11月）
- 3331α Art Hack Day Exhibition 2015（3331 Arts Chiyoda、2015年9月）
- 世界を変えるデザイン@Trans Arts Tokyo（旧東京電機大学、2012年10月〜11月）

## 主な著作・執筆

### 書籍（共著）
- 『A-Life｜使用Python實作人工生命模型』（GOTOP、2019年） [12]
- 『作って動かすALife ―実装を通した人工生命モデル理論入門』（オライリージャパン、2017年）[9]

### 記事（寄稿）
- 『WIRED』日本版 VOL.42（コンデナスト、2021年9月16日）[13]
- AXIS Vol.213 40周年特別号（アクシス、2021年9月1日）[14]
- 『WIRED』日本版 VOL.36（コンデナスト、2020年3月13日）[15]
- 連載「人工生命（ALife）とは何か」（Biz/Zine、2017年11月8日）[16]

### 論文（共著）
- 「苔を活かした日本型「土」3Dプリンティングによる社会環境彫刻の試み」（2021年10月）[17]
- 「Evolving Acoustic Niche Differentiation and Soundscape Complexity Based on Intraspecific Sound Communication」[18]（2020年7月）
- 「ALife as a Tool for Cooperative Society Between People and Machines」（2018年7月）[19]
- 「人間と情報技術の共進化を目指す共創コミュニティALife Lab. の構築」（2017年5月）[20]

## 主なメディア出演

### TV番組
- Esprit Japon 青木竜太特集（BSフジ、2021年2月12日）[21]
- 文化資源を発信!メディア芸術を空の玄関口で（BSフジ、2020年3月22日）[22]
- ART×TRIP（MBC every1、2020年1月31日）
- SENSORS（日本テレビ、2015年9月27日）[23]

### インターネット番組
- 第25回文化庁メディア芸術祭 受賞記念講演（東京都港区、2022年9月16日）[24]
- 多層都市「幕張市」設立記念展 年末特番（DOMMUNE、2020年12月30日）[25]
- Art Hack Day～テクノロジー×アートの未来～（DOMMUNE、2017年10月31日）[26]

### 雑誌・新聞
- 朝日新聞 2022年9月22日号（株式会社朝日新聞社、2022年9月22日[27]
- 東京新聞 2022年7月16日号（中日新聞東京本社、2022年7月16日）[28]
- 季刊「庭」40周年記念号（No.225）（建築資料研究社、2021年10月1日）
- Sustainable Japan by The Japan Times（ジャパンタイムズ、2021年9月25日）[29]
- AXIS Vol.205（アクシス、2020年5月1日）[30]